# Alairac (Aude)
Alairac és un municipi francès de la regió d'Occitània, al departament de l'Aude. El 2021 tenia 1.364 habitants.